# والتر مورر
والتر مورر (بالإنجليزية: Walter Maurer)‏ هو مصارع هاوي أمريكي، ولد في 9 مايو 1893 في كينوشا في الولايات المتحدة، وتوفي في 18 مايو 1983 في شيكاغو في الولايات المتحدة.

## وصلات خارجية
- والتر مورير على موقع أوليمبيديا (الإنجليزية)